# Aizón
Aizón (conocido como Aissó en la historiografía catalana) encabezó la rebelión contra Bernardo de Septimania en el condado de Osona de 826 a 827.
Su identidad resulta controvertida. Abadal cree que era un magnate godo, quizá un lugarteniente o adicto al ex conde  Bera. Otros lo identifican con un andalusí (Aysun), hijo de Sulayman ben al-Arabí, valí de Barcelona desde el año 777 hasta el 780.
Aizón estaba confinado en Aquisgrán. En 826 se escapó y llegó a la Marca Hispánica, en la región de Vich, donde las guarniciones de los castillos le eran favorables (por lealtad a Bera), allí se organizó la revuelta contra Bernardo de Septimania, poniéndose él al frente de la misma y de los hombres leales a Bera; sólo la guarnición del castillo de Roda de Ter opuso resistencia y fue destruido por los sublevados. Muchos godos nobles se unieron a Aizón, entre ellos Guillemundo o Guillemundus, hijo de Bera, que era todavía conde de Rasés y de Conflent, incluso se adhirieron a la misma musulmanes partidarios de la paz con los francos. Desde la zona central que ocupaba, Aizón atacó el condado de Cerdaña y la región del Vallés.
Bernardo, que no llegaba a los 30 años, pidió ayuda al Emperador, éste se la concedió, pero en número muy escaso aunque suficiente para mantener a raya a los rebeldes; también recibió ayuda de algunos nobles godos locales o hispánicos (826).
Aizón se vio obligado, a su vez, a pedir ayuda al emir de Córdoba, Abderramán II, al que envió una embajada presidida por su hermano. El cordobés envió al general Ubayd Allah, conocido también como Abu Marwan, que llegó a Zaragoza en mayo de 827. Desde esa posición Ubayd Allah, pasó a los territorios del condado de Barcelona llegando a la ciudad capital en verano y, aunque la sitió, no obtuvo ningún éxito, dedicándose a saquear todos los lugares de su alrededor. El 10 de octubre de 827 decidió ocupar Gerona, pero no pudo lograrlo.
Luis el Piadoso, por su parte, conocedor de estas incursiones musulmanas, ordenó a su hijo Pipino y a los condes Hugo de Tours y Manfredo de Orleans, el reclutamiento de un ejército, mas fue tan lento que, cuando ya estuvo formado, Abu Marwan ya estaba de retorno a Córdoba junto con los rebeldes (827). Probablemente Aizón se refugió en Córdoba donde, más tarde, sospechoso de conspiración, fue asesinado por orden del emir.
- Datos: Q1132280